# Lockbourne (Ohio)
Lockbourne es una villa ubicada en los condados de Franklin y Pickaway, Ohio, Estados Unidos. Tiene una población estimada, a mediados de 2021, de 234 habitantes.

## Geografía
La localidad está ubicada en las coordenadas 39°48′32″N 82°59′14″O / 39.80889, -82.98722 (39.8089, -82.987294). Según la Oficina del Censo de los Estados Unidos, Lockbourne tiene una superficie total de 2.17 km², de la cual 2.03 km² corresponden a tierra firme y 0.14 km² son agua.

## Demografía
Según el censo de 2020, en ese momento había 236 personas residiendo en Lockbourne. La densidad de población era de 116.26 hab./km². El 96.61% de los habitantes eran blancos, el 0.85% eran afroamericanos, el 0.42% era amerindio y el 2.12% eran de una mezcla de razas. Del total de la población, el 3.39% eran hispanos o latinos de cualquier raza.